# Ла-Индепенденсия
Ла-Индепенденсия (исп. La Independencia) — посёлок в Мексике, штат Чьяпас, входит в состав одноимённого муниципалитета и является его административным центром. Численность населения, по данным переписи 2020 года, составила 3620 человек.

## Общие сведения
Название La Independencia с испанского языка — независимость, дано в память о борьбе за независимость Мексики.
Поселение было основано на землях ранчо Гуаканахате в период с 1823 по 1847 годы.
22 февраля 1868 года Ла-Индепенденсия получает статус посёлка по указу губернатора Хосе Панталеона Домингеса.